# 猪飼道夫
猪飼道夫（いかい みちお、1913年5月28日 - 1972年1月3日）は、日本の運動生理学者。

## 人物・来歴
愛知県出身。東京帝国大学医学部医学科卒。
1945年11月「頸反射の研究」で医学博士。
1950年お茶の水女子大学教授。東京大学医学部助教授を経て、1957年東大教育学部体育学科主任教授。
1958年から1年間米国に留学し、業績を挙げた。運動生理学の権威で1967年には国際体育会議の副会長も務めた。
1962年トレッドミル(自動式無限走行盤)を日本で初めて設置した。59歳で在任中に没。

## 著書
- 『体育学講座 v. 4 (體育生理學)』日本體育指導者連盟編. 日本スポーツ出版協會, 1949
- 『体育の生理学』第一出版, 1951
- 『体育に必要な運動の生理』 (体育シリーズ) 体育の科学社, 1953
- 『わかる私たちのからだの観察』 (中学生の生物実験教室) 岩崎書店, 1960
- 『体育生理学序説』体育の科学社, 1961
- 『運動生理学入門』体育の科学社, 1963 改訂版・杏林書院[ほか], 1969
- 『体力の科学 スポーツへの応用』 (コロナ・シリーズ) コロナ社, 1966
- 『日本人の体力 心とからだのトレーニング』 (日経新書) 日本経済新聞社, 1967
- 『猪飼道夫論文選集』全3巻 猪飼道夫論文選集刊行会 編. 杏林書院

1 (身体運動を分析する) 1972
2 (体力を科学する)  1973
3 (運動処方への道)  1973
- 『猪飼道夫随筆集』ベースボール・マガジン社, 1973

### 共編著
- 『スポーツの生理学』杉本良一,石河利寛共著. 同文書院, 1960
- 『陸上競技 トラック編』 (キネシオロジーによる新体育・スポーツ選書) 金原勇共著. 学芸出版社, 1961
- 『スポーツ医学』久松栄一郎共編. 体育の科学社, 1964
- 『体育の科学的基礎』江橋慎四郎共著. 東洋館出版社, 1965
- 『スポーツ科学講座 第3 運動の生理』広田公一共著 大修館書店, 1966
- 『身体発達と教育』 (教育学叢書) 高石昌弘共著. 第一法規出版, 1967
- 『種目別現代トレーニング法』金原勇,石河利寛,松田岩男共編著. 大修館書店, 1968
- 『現代トレーニングの科学』金原勇, 石河利寛, 松田岩男共編著 大修館書店, 1968
- 『学校体育と現代トレーニング』金原勇, 石河利寛,松田岩男共編著 大修館書店, 1968
- 『教育生理学』 (教育学叢書) 須藤春一共著. 第一法規出版, 1968
- 『現代保健体育学大系 第13 人体生理学』編 大修館書店, 1969
- 『高等学校での体力づくり』坂井田逸治共編著. 講談社, 1969
- 『生理学大系 第9巻 適応協関の生理学』吉村寿人,高木健太郎共著 医学書院, 1970
- 『体育科学事典』江橋慎四郎・飯塚鉄雄・高石昌宏共編. 第一法規出版, 1970
- 『青少年の体格と体力』加藤橘夫,前川峯雄共編. 杏林書院[ほか], 1970
- 『生体の運動機構とその制御』真島英信共編. 杏林書院, 1972
- 『体育教育の原理』水野忠文,江橋慎四郎共著. 東京大学出版会, 1973
- 『身体運動の生理学』編著, 執筆: 石井喜八[等]. 杏林書院, 1973

### 翻訳
- G.T.ブレスナーン, W.W.タトル, F.X.クレッマイヤー『陸上競技 科学的練習法』猪飼道夫 等訳. 体育の科学社, 1962
- P.V.カルポビッチ『運動の生理学』石河利寛共訳. ベースボール・マガジン社, 1963
- J.G.P.ウィリアムズ編『スポーツの医学』杉浦保夫共訳. ベースボール・マガジン社, 1966
- Th.ヘティンガー『アイソメトリックトレーニング 筋力トレーニングの理論と実際』松井秀治共訳. 大修館書店, 1970
- L.モアハウス, Ph.ラッシュ『トレーナーのためのスポーツ医学』広田公一共訳. ベースボール・マガジン社, 1972
- ボーガン・トーマス『スポーツの科学』矢部京之助共訳. ベースボール・マガジン社, 1972